# BD−06°1339
BD−06°1339 — звезда, которая находится в созвездии Дева на расстоянии около 65 световых лет от нас. Вокруг звезды обращаются, как минимум, три планеты.

## Характеристики
BD−06°1339 представляет собой оранжевый карлик 9,69 видимой звёздной величины. Впервые звезда упоминается в звёздном каталоге Bonner Durchmusterung (BD), составленном под руководством немецкого астронома Ф. Аргеландера в 50-60х годах XIX в, поэтому за ней закрепилось наименование BD−06°1339. Её масса составляет 70 % солнечной. Светимость звезды равна 0,09 солнечной. Температура поверхности BD+20°274 составляет около 4324 кельвинов. Возраст звезды оценивается приблизительно в 4,4 миллиарда лет.

## Планетная система
В 2013 году калифорнийской группой астрономов, работающих со спектрографом HARPS, было объявлено об открытии двух планет в системе: BD−06°1339 b и BD−06°1339 c. Обе они представляют собой газовые гиганты. BD−06°1339 b имеет массу, равную 8,5 массы Земли и обращается очень близко к родительской звезде — на расстоянии 0,04 а. е..
Орбита BD−06°1339 c лежит дальше — на расстоянии 0,43 а. е. от звезды. Масса планеты составляет 17 % массы Юпитера. Год на ней длится около 125 суток. Открытие обеих планет было совершено методом доплеровской спектроскопии.
В 2014 году была открыта третья планета BD−06°1339 d. Её масса равна 9 % массы Юпитера, а орбита лежит на расстоянии 1,06 а. е. от звезды. Полный оборот вокруг звезды она совершает за 500 суток. Ниже представлена сводная таблица характеристик всех трёх планет.